# Antonio Álvarez
Antonio Álvarez Giráldez (* 10. April 1955 in Marchena) ist ein ehemaliger spanischer Fußballspieler und heutiger -trainer. Seit September 2010 ist er vereinslos.

## Karriere
Antonio Álvarez spielte in seiner aktiven Karriere als Spieler von 1974 bis 1988 beim FC Sevilla, danach auch für den FC Málaga und für den FC Granada.
Am 25. März 2010 wurde er Trainer beim FC Sevilla, nachdem zuvor Manolo Jiménez entlassen worden war. Álvarez führte den Klub auf den vierten Tabellenplatz, was gleichbedeutend mit der Teilnahme an den Play-offs der UEFA Champions League war. Mit dem andalusischen Klub gewann er 2010 die Copa del Rey. In den Play-offs zur UEFA Champions League scheiterte Álvarez mit dem Sevilla an Sporting Braga. Nachdem der FC Sevilla gegen UD Almería verloren hatte, wurde Álvarez am 26. September 2010 entlassen.

## Privates
Antonio Álvarez ist der Onkel des in Deutschland geborenen und aufgewachsenen Fußballspielers Marcos Álvarez.